# Il colore del melograno
Il colore del melograno (russo: Цвет граната, Tsvet granata; armeno: Նռան գույնը, Nřan guynə) è un film del 1969 diretto da Sergej Iosifovič Paradžanov.
Il film ha incontrato difficoltà di distribuzione a causa della censura nell'ex Unione Sovietica. È stato inserito in alcuni elenchi critici sui migliori film di tutti i tempi.

## Trama
Il film racconta la vita del trovatore armeno del Settecento Sayat-Nova, dall'infanzia alla corte regale, dal ritiro in un convento alla morte. L'autore stesso afferma in una tavola introduttiva che il film è un tentativo di spiegare la vita di Sayat-Nova in modo poetico, con immagini ispirate alle sue opere oltre che alla sua vita. Il film è diviso in capitoli introdotti da pannelli che presentano passaggi dalle poesie di Sayat-Nova: Infanzia, Giovinezza, La corte del principe (dove si innamora di una zarina), Il monastero, Il sogno, Anzianità, L'angelo della morte e Morte.

## Stile
Lo stile è lo stesso che poi caratterizzerà l'intera filmografia di Paradžanov: immagini statiche tese alla suggestione e all'evocazione emotiva dello spettatore, realizzate attraverso l'utilizzo di allegorie, fantasie surrealiste e ambientazioni oniriche e accompagnate da musiche tipiche del folklore armeno. Non vi sono movimenti di camera, lo stile a vignette fisse ricorda gli esordi del cinema e l'audio è a volte sovrapposto senza diretto collegamento alle immagini. Il film presenta pochi dialoghi, per la maggior parte citazioni di poesie di Sayat-Nova. L'attrice Sofiko Čiaureli interpreta sei personaggi diversi, maschili e femminili.
L'uso di colori accesi e immagini simboliche ricorre nel film: in una delle prime scene il succo rosso sangue di un melograno sgocciola su un canovaccio creando una macchia la cui forma richiama i confini dell'antica Armenia Maggiore. Successivamente, tintori sollevano matasse di lana da tinozze con i colori della bandiera armena.
Paradžanov ha affermato di essersi ispirato "ai manoscritti miniati armeni. Volevo ricreare le dinamiche interne che derivano dall'immagine, le forme e la drammaturgia del colore". Ha inoltre descritto il film con una serie di miniature persiane. Molte riprese sono state effettuate in luoghi storici dell'Armenia, come il monastero di Sanahin, il monastero di Haghpat, la chiesa di San Giovanni ad Ardvi e il monastero di Akhtala (tutti localizzati nella provincia di Lori). Le ambientazioni georgiane includono il monastero di Alaverdi, la campagna che circonda il monastero di David Gareia e il complesso di Dzveli Shuamta vicino a Telavi. Le ambientazioni azere includono la città vecchia di Baku e la fortezza di Nardaran.

## Cast
- Sofiko Čiaureli: il giovane poeta / l'amata del poeta / la musa del poeta / mimo / angelo della resurrezione
- Melkon Aleksanyan: il poeta bambino (come Melkon Alekyan)
- Vilen Galstyan: il poeta nel monastero
- Giorgi Gegechkori: il poeta anziano
- Spartak Bagashvili: padre del poeta
- Medea Djaparidze: madre del poeta
- Hovhannes Minasyan: principe
- Onik Minasyan: principe

## Storia
Per girare il film, Paradžanov si trasferì in Armenia da Kiev. Le riprese sono durate alcuni anni, in cui il regista ha dovuto utilizzare mezzi di fortuna e superare gli ostacoli della censura.
La censura sovietica e diversi funzionari del Partito Comunista reagirono negativamente al trattamento poetico e visivo riservato alla vita di Sayat-Nova. Una delle critiche più forti verteva sull'incapacità del film di educare il pubblico a riguardo del poeta. Il risultato fu un cambio di titolo (da Sayat-Nova a Il colore del melograno) e la rimozione di qualsiasi riferimento al nome di Sayat-Nova dalla versione originale armena, sia nei riconoscimenti che nei titoli dei capitoli. Lo scrittore armeno Hrant Matevosyan scrisse nuovi titoli astratti per i capitoli. I funzionari criticarono anche l'abbondanza di immagini religiose, sebbene siano largamente presenti in entrambe le versioni del film sopravvissute a oggi. Inizialmente, la Commissione di stato sovietica per il cinema bloccò la distribuzione del film al di fuori dell'Armenia. Venne trasmesso per la prima volta in Armenia nell'ottobre del 1969 con una durata totale di 77 minuti.
Il regista Sergei Yutkevich, che aveva letto il copione per conto della Commissione di stato sovietica per il cinema, produsse una nuova versione del film con titoli dei capitoli in russo per renderlo più comprensibile e appetibile per le autorità. Yutkevich tagliò alcune scene a causa del contenuto religioso e cambiò l'ordine di alcune sequenze. Questa versione del film della durata di 73 minuti fu parzialmente distribuita nel resto dell'Unione Sovietica.

## Accoglienza
Il film fu distribuito al di fuori dell'Unione Sovietica e fu accolto con recensioni largamente positive.
Nel 1980 Janet Maslin del The New York Times scrisse che "il film è inafferrabile da ogni punto di vista. Ma qualsiasi cosa altrettanto misteriosa ha una sua magia". Il colore del melograno si piazzò nella Top 10 del 1982 di Cahiers du cinéma.
Il regista Mikhail Vartanov ha detto: "A parte il linguaggio proposto da Griffith ed Eisenstein, il cinema mondiale non ha conosciuto niente di davvero rivoluzionario fino a Il colore del melograno, a esclusione del linguaggio largamente ignorato di Un chien andalou di Buñuel". Secondo Michelangelo Antonioni, "Il colore del melograno di Parajanov è di una bellezza perfetta. Parajanov, secondo me, è uno dei migliori registi al mondo".
Il critico Gilbert Adair ha affermato che "nonostante lo stile e i contenuti riescano in qualche modo a dare l'impressione di essere più antichi del cinema, nessuno storico del mezzo che ignori Il colore del melograno può essere preso seriamente". Il film si è piazzato 84° nel sondaggio del 2012 tra i critici di Sight & Sound sui migliori film di sempre ed è apparso anche in un elenco di Time Out.

## Restauro
Nel 2014 il film è stato restaurato digitalmente e montato in modo da essere il più vicino possibile alla visione originale del regista ed è stato presentato alla 67ª edizione del Festival di Cannes. La prima americana è avvenuta il 20 settembre 2014 presso l'Academy del Los Angeles County Museum of Art (LACMA) ed è stata presentata da Martiros Vartanov. La prima sulla costa Est è avvenuta durante il 52º New York Film Festival il 2 ottobre 2014 ed è stata presentata da Martin Scorsese. Il restauro è stato eseguito dalla Film Foundation di Martin Scorsese in collaborazione con la Cineteca di Bologna ed è stato descritto dal critico canadese James Quandt come "il Santo Graal del cinema". Martin Scorsese ha ricevuto il premio 2014 del Parajanov-Vartanov Institute per il restauro.
Il restauro è stato pubblicato in Blu-ray nel Regno Unito il 19 febbraio 2018, mentre un'edizione Criterion con il documentario del 1969 di Mikhail Vartanov, The Color of Armenian Land, è uscita il 17 aprile 2018.